# 嘉兴市第二医院
嘉兴市第二医院又称嘉兴学院附属第二医院，是中华人民共和国浙江省嘉兴地区历史最悠久的医院，创建于1895年。现规划搬迁至七星街道区域，东至规划南江路，南至甪里街，西至庆丰路，北至规划嘉兴嘉善第三通道。